# Tarpa
Tarpa nagyközség Szabolcs-Szatmár-Bereg vármegyében, a Vásárosnaményi járásban.

## Fekvése
A híres „kuruc” település Nyíregyházától mintegy 72 kilométerre északkeletre helyezkedik el, a Beregi-síkságon, a Tisza ölelésében, a Kárpátok lábai és az Alföld találkozásánál, közvetlenül az ukrán határ mellett. Egykor jó kereskedelmi útvonal mentén feküdt, s csak Trianon után szorult periférikus helyzetbe.
A közvetlen szomszédos települések: észak felől Beregsurány, kelet-délkelet felől Szatmárcseke, délkelet felől Nagyar, dél felől Tivadar, délnyugat felől Gulács, nyugat felől Hetefejércse, északnyugat felől pedig Márokpapi. Határszéle keleten bő 6 kilométer hosszban egybeesik az államhatárral, a legközelebbi települések abban az irányban Badaló (Бадалово) és Tiszacsoma (Чома).

### Megközelítése
Csak közúton közelíthető meg, Vásárosnamény-Gergelyiugornya felől a 4113-as, Fehérgyarmat, illetve Beregsurány felől pedig a 4127-es úton. Hetefejércsével és azon keresztül Csarodával a 4125-ös út köti össze.
Budapest felől a legcélszerűbb megközelítési útvonala: az M3-as autópályán Vásárosnaményig, majd a 41-es főúton, melyről vagy 53 kilométer után, Gergelyiugornyánál lehet letérni (ahonnan 17 kilométert kell még haladni negyedrendű úton), vagy a hetvenedik kilométer után, Beregsuránynál leágazva (onnan déli irányban, mintegy 6,6 kilométerre fekszik).

## Története
Tarpa' nevét 1299-ben említették először egy oklevélben Tarpa néven, majd 1321-ben Thorpa, 1332-ben Corpa, Torpa -ként írták. Ekkor már állt  Szent Andrásról elnevezett  temploma. A 13. században már népes község birtokosa a Tarpai család. Az 1333-as pápai tizedek lajstromában Torpának hívták.
A szabálytalan alaprajzú település a középkorban már mezővárosi ranggal bírt. 1626. március 1-jén Bethlen Gábor fejedelem kiváltságlevelet adott a településnek, ami szabad kereskedelmet és teljes vámmentességet biztosított az egész ország területén. 1665-ben országos vásártartási jogot kapott I. Lipót királytól.
A módos Szatmár vármegyei mezőváros fontos szerepet játszott a Rákóczi-szabadságharcot előkészítő bujdosómozgalomban. A helyi születésű Esze Tamásnak, II. Rákóczi Ferenc jobbágyának múlhatatlan érdeme, hogy 1703 tavaszán nem a törökországi száműzetésben élő Thököly Imrét, hanem a lengyel földön bujdosó fiatal Rákóczit nyerték meg a felkelés ügyének. Rákóczi nem csak Esze Tamást és családját vette pártfogásába, hanem Tarpának is hajdúvárosi kiváltságot adott.

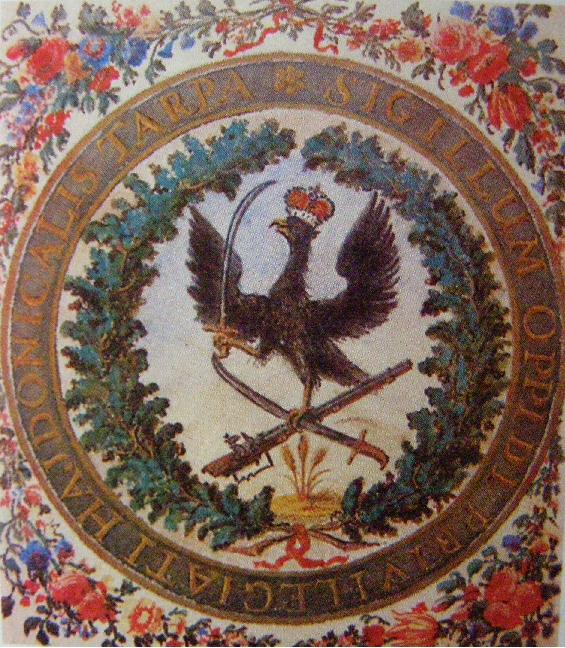
Tarpa hajdúváros pecsétje 1708-ból

A szabadságharc után a település kamarai kezelésbe került. A településen nem voltak uradalmi birtokok. Mindig kis- és középparasztok lakták. A nagyarányú állattenyésztés és gyümölcstermesztés mellett igen sok népi iparos járult hozzá a gazdagodásához, híres volt a tarpai zsindely, a lisztes- és a boroshordó. A tarpai kereskedők Máramarostól a Hegyaljáig messzire vitték az árukat.
A település szerkezetében máig felfedezhető a falu évszázados múltja. A mai utcák zöme már a 18. században is megvolt, a nép ajkán még élnek a hajdani utcanevek: Nagy Derék, Tóhát, Hajnal, Kis utca, Velence. A szabálytalan, legtöbbször íves vonalú utcákat közök "szorosok" kötik össze. Az utcák találkozásánál általában tölcsérszerű terek alakultak ki, amelyek be is épültek. A soros és keresztcsűrös elrendezésű szalagtelkek általánosak, ahol nincs csűr, az udvart a kerttől legtöbbször vesszőből font, néha deszkakerítés választja el, amelynek átjáróját a tőkés kapu zárja. A Kossuth, a Rákóczi, a Hunyadi és az Árpád utcákon még sok népi klasszicista lakóház és „beszélő” kiskapu (talán azért nevezték el így, mert a fedeles kiskapu alatt beszélgettek az emberek), valamint gazdasági épület maradt fenn.
A tarpai kerület képviselője volt 1931-1935 között a második világháborúban mártírhalált halt Bajcsy-Zsilinszky Endre (1886-1944).

### Közigazgatás-története
Eredetileg Szatmár vármegyéhez tartozott, bár a Tisza túlsó partján beregi községek vették körül. A 19. század elejétől folyamatosan napirenden volt átcsatolása Bereghez, de erre Szatmár vármegye tiltakozása miatt csak hosszas huzavona után, 1836-ban került sor. Szatmár vármegye cserében megkapta a területébe ékelődő beregi enklávét, Nagydobost.
Tarpa Trianon után, 1920–1924 között Csonka-Bereg vármegye székhelye volt. 1924-ben Szatmár, Ugocsa és Bereg k.e.e. vármegye Vásárosnaményi járásához került. Az első bécsi döntést követően a járás előbb Bereg és Ugocsa k.e.e. vármegye, majd Kárpátalja visszacsatolása után ismét Bereg vármegye része lett.

## Közélete

### Polgármesterei
- 1990–1994: Kovács Béla (független)[3]
- 1994–1998: Kovács Béla (független)[4]
- 1998–1999: Kovács Béla (független)[5]
- 2000–2002: Dr. Nyéky Tamás (FKgP)[6][7]
- 2002–2006: Dr. Nyéky Tamás Boldizsár (független)[8]
- 2006–2010: Dr. Kelemen Béla (független)[9]
- 2010–2014: Szécsi Szabolcs (Fidesz-KDNP)[10]
- 2014–2019: Szécsi Szabolcs (Fidesz-KDNP)[11]
- 2019–2024: Szécsi Szabolcs (Fidesz-KDNP)[12]
- 2024– : Szécsi Szabolcs (Fidesz-KDNP)[1]

A településen 2000. február 13-án időközi polgármester-választást (és képviselő-testületi választást) tartottak, a korábbi képviselő-testület önfeloszlatása miatt.

## Népesség
Tarpa népessége 2011-ben még 2096 fő volt, amely 2016 elejére 2456 főre emelkedett. Ennek okai közt főleg az ukrán-magyar határ túloldaláról átköltöző népesség.
A település népességének változása:
| Lakosok száma | 2164 | 2226 | 2322 | 2585 | 2315 | 2422 | 2299 |
|               | 2013 | 2014 | 2015 | 2021 | 2022 | 2023 | 2024 |

2001-ben a település lakosságának 91%-a magyar, 9%-a cigány nemzetiségűnek vallotta magát.
A 2011-es népszámlálás során a lakosok 88%-a magyarnak, 13,2% cigánynak, 1,1% ukránnak mondta magát (12% nem nyilatkozott; a kettős identitások miatt a végösszeg nagyobb lehet 100%-nál). A vallási megoszlás a következő volt: római katolikus 4,7%, református 71,8%, görögkatolikus 1,9%, felekezeten kívüli 2,8% (17,1% nem válaszolt).
2022-ben a lakosság 83,7%-a vallotta magát magyarnak, 8,9% cigánynak, 2,5% ukránnak, 0,8% egyéb, nem hazai nemzetiségűnek (16,2% nem nyilatkozott; a kettős identitások miatt a végösszeg nagyobb lehet 100%-nál). Vallásuk szerint 2,8% volt római katolikus, 51,4% református, 4,1% görög katolikus, 0,6% egyéb keresztény, 0,3% ortodox, 0,1% evangélikus, 7% felekezeten kívüli (33,2% nem válaszolt).

## A település ma
A 4967 hektáros nagyközség 989 lakásában most 2527 lakos él, többnyire többnyire a mezőgazdaságból. A község határában a beregszászi hegyek előhírnökeként kiemelkedő Tarpai-hegy lankáin szőlőt, gyümölcsöt termelnek, jellegzetes a „nemtudom” szilva,  a dió, és a jonatán alma. A szilvát aszalják, lekvárt és pálinkát is főznek belőle. A településen megkóstolhatjuk a híres tarpai szilvapálinkát és a szilvalekvárt.

## Nevezetességei
- Református temploma késő gótikus stílusban a 15. században készült. Részben a Várdaiak és a velük rokon Báthoryak építtették. Belső terében legértékesebbek a gótikus freskók. A gótikus stílusú műemlék nagyméretű, egyhajós, egytornyos melyet 1798-ban és 1812-ben átalakították. 1796-ban szentélyét a hajóval egyenlően kibővítették.
- A falu másik műemléke a szárazmalom, amely az Észak-Tiszántúl egyetlen megmaradt szárazmalma. A mai napig teljes épségben megőrizte eredeti szerkezetét az úgynevezett járgányos malmot, melyet 1885-ben ácsoltak. Értékes agrártörténeti emlék. Az ún. Tokaji-féle malom fazsindellyel fedett, malomházra és járószínre osztott épület.
- A tájházban  megtekinthetik a község néprajzi tárgyait a helyi kismesterségek hagyományait és a történelmi múltat. A kétemeletes épületben működő tájházban külön termet szenteltek Esze Tamásnak, a város híres szülöttének, valamint Bajcsy-Zsilinszky Endrének, aki a körzet országgyűlési képviselője volt.
- Bajcsy-Zsilinszky Endre síremléke a tarpai temetőben található.

## Természeti értékei
Fokozottan védett erdei a Nagyerdő és a Téb-erdő. Területén 35 m magas, sok évszázados tölgyfa látható.
A község határában, a beregszászi hegyek előhírnökeként, kis vulkáni kúpon magasodik a 154 m magas Nagy-hegy.

## Képzőművészet
- 2016. október 9-én megnyithatta kapuit Fülöp Sándor festőművész állandó kiállítása[18] Tarpán is, a II. Rákóczi Ferenc Művelődési Ház galériájában. Különleges a helyszín, melyhez számos szép emlék fűződik a festőművész életéből. Az erőfeszítéseknek hála lehetővé vált, hogy a tarpai lakosság szélesebb köre is betekintést nyerjen Fülöp Sándor festményein keresztül az ő alázatos és mértéktartó munkásságába.

## Híres emberek
- Itt született Esze Tamás kuruc brigadéros (1666);
- Itt élt az 1930-as évektől, és itt is nyugszik Bajcsy-Zsilinszky Endre;
- Itt született és itt is halt meg Faggyas Jenő (1919–1980) magyar politikus, országgyűlési képviselő, aki egy időben a település tanácselnöke és egyik termelőszövetkezetének elnöke is volt;
- Itt született Magyar Imre lovasedző, díjlovas bajnok (1910-1974);
- Szabó Pál (1893–1969)
- II. Rákóczi Ferenc (1676-1735)
- Itt született 1964-ben Saxon-Szász János festő;
- Kis Albert
- Féja Géza, a szociográfus író
- Itt élt húszas éveiben Fülöp Sándor festőművész (1928-2012)

## Lásd még
- Szatmár-Beregi Szilvaút
- Szatmár-Beregi Pálinka Lovagrend Egyesület